# Cenzura Internetu w Chińskiej Republice Ludowej
Cenzura Internetu w Chińskiej Republice Ludowej – kontrola treści zamieszczanych w Internecie realizowana przez władze państwowe w Chińskiej Republice Ludowej.
Internet w Chińskiej Republice Ludowej pojawił się w 1994 roku. Jego cenzurą zajmuje się Komunistyczna Partia Chin i podlegające jej służby specjalne, które opracowały szereg narzędzi służących do kontroli treści publikowanych w Internecie. Celami cenzury są: ochrona ustroju politycznego i bezpieczeństwa publicznego, przedstawienie Komunistycznej Partii Chin w korzystnym świetle oraz ograniczenie działalności firm zagranicznych. Obowiązujące w Chińskiej Republice Ludowej przepisy prawne są nieprecyzyjne. Ich szeroka interpretacja pozwala władzom kontrolować przepływ informacji oraz zwalczać firmy zagraniczne działające na terenie państwa.
W latach 1998–2008 Ministerstwo Bezpieczeństwa Publicznego pracowało nad projektem „Złota Tarcza” (chiń. 金盾工程), którego zadaniem było objęcie kontroli i cenzury nad tekstami zamieszczanymi na chińskich stronach internetowych. Projekt ten powstał w ramach tzw. „złotych projektów”, których celem było zbudowanie e-administracji w Chińskiej Republice Ludowej. „Złota Tarcza” została uruchomiona w 2003 roku. Składa się ona z dwóch poziomów. Pierwszy jest zarezerwowany dla członków Komunistycznej Partii Chin, drugi obejmuje niezrzeszone jednostki. Filtrowaniem forów dyskusyjnych i prywatnych e-maili zajmują się moderatorzy stron oraz tajna policja internetowa, która w 2008 roku mogła liczyć ok. 30-50 tys. osób.
Obok „Złotej Tarczy” funkcjonuje również Wielka Zapora Sieciowa, uruchomiona najpóźniej w 1997 roku. Zadaniem „Wielkiej Zapory Sieciowej jest kontrolowanie i blokowanie zachodnich stron internetowych. W ramach tego projektu wdrożono rozwiązania techniczne, umożliwiające m.in: spowolnienie transmisji danych z zagranicy, blokadę informacji poświęconych demokracji, praw człowieka, przemocy, pornografii lub innych, uważanych przez władze za niepożądane (np. o Falun Gong lub pandemii COVID-19). W 1997 roku zablokowano serwis Voice of America, w następnych latach blokowano również m.in: Google (2002), Wikipedię (2004), The New York Times (2008), YouTube (2008), Facebooka (2009), Twittera (2009), BBC (2010), WikiLeaks (2010), LinkedIn (2011). Ze względu na cenzurę Internetu oraz próby blokowania przeglądarki Google Chrome w Chińskiej Republice Ludowej, wiosną 2010 roku Google zlikwidowało swoje przedstawicielstwo w tym państwie. W maju 2014 roku zablokowano dostęp do Google Maps. Działanie to miało na celu zapewnienie monopolu serwisowi Baidu, który pod koniec 2014 roku uruchomił własną mapę internetową. W tym samym roku zablokowano dostęp do Google Play.
Władze chińskie są w stanie blokować całkowity dostęp do Internetu w wybranym przez siebie obszarze. W czerwcu 2009 roku Internet wyłączono na terenie regionu Sinciang.
W 2010 roku wprowadzono prawo, nakazujące firmom internetowym podpisanie publicznej Deklaracji o samoregulacji i etyce chińskiego Internetu. Zgodnie z tym dokumentem, firmy muszą m.in. powstrzymywać się od produkcji, publikacji lub rozpowszechniania informacji zagrażających bezpieczeństwu państwa i stabilności społecznej, naruszających obowiązujące przepisy prawne i nieprzyzwoitych. Deklaracja nakazuje firmom również przeglądanie informacji upowszechnionych przez użytkowników i zgłaszanie władzom szkodliwych treści. Firmom nieprzestrzegającym deklaracji grozi utrata koncesji na świadczenie usług w Chińskiej Republice Ludowej. Prawo to jest wykorzystywane do ograniczania działalności firm zagranicznych, stanowiących konkurencję dla firm miejscowych. Dzięki ograniczaniu dostępu do wyszukiwarki internetowej Google, najpopularniejszym serwisem tego typu stało się Baidu, które w I kwartale 2017 roku wygenerowało 75,88% przychodów na chińskim rynku wyszukiwarek internetowych.
W 2025 roku chińska firma DeepSeek uruchomiła bezpłatnego chatbota DeepSeek R1, wykorzystującego sztuczną inteligencję. Program ogranicza dostęp do informacji przedstawiających historię lub politykę władz chińskich w niekorzystnym świetle.